# Baeolidia australis
Baeolidia australis is een slakkensoort uit de familie van de Aeolidiidae. De wetenschappelijke naam van de soort is voor het eerst geldig gepubliceerd in 1982 door Rudman als Spurilla australis